# Айкаёган
Айкаёган — река в России, протекает по Ханты-Мансийскому АО. Впадает в реку Ватьёган справа, в 79 км от устья. Длина реки составляет 183 км, площадь водосборного бассейна 2880 км². Высота устья — 55 м над уровнем моря.

## Притоки
- 16 км: Нёримъёган (пр)
- Айёган (лв)
- 32 км: Тлоктлымъёган (пр)
- 50 км: Тлоктыёган (лв)
- 68 км: Тлоктлымъёган (лв)
- 78 км: Поръёган
- 110 км: Ай-Айкаёган
- 152 км: Лупуингухта

## Данные водного реестра
По данным государственного водного реестра России относится к Верхнеобскому бассейновому округу, водохозяйственный участок реки — Обь от впадения реки Вах до города Нефтеюганск, речной подбассейн реки — Обь ниже Ваха до впадения Иртыша. Речной бассейн реки — (Верхняя) Обь до впадения Иртыша.
По данным геоинформационной системы водохозяйственного районирования территории РФ, подготовленной Федеральным агентством водных ресурсов.